# Colônia da Tasmânia
A Colônia da Tasmânia (em inglês:  Colony of Tasmania) foi uma colônia britânica que existia na ilha de Tasmânia de 1856 a 1901, quando se federou juntamente com as outras cinco colônias australianas para formar a Comunidade da Austrália.
A possibilidade da colônia foi estabelecida quando o Parlamento do Reino Unido aprovou o Australian Constitutions Act em 1850, concedendo o direito de poder legislativo a cada uma das seis colônias australianas. O Conselho Legislativo da Terra de Van Diemen redigiu uma nova constituição que passou em 1854 e recebeu o Consentimento Real da Rainha Vitória em 1855. Mais tarde, naquele ano, o Conselho Privado aprovou a colônia mudando o nome de "Terra de Van Diemen" para "Tasmânia", e em 1856, o recém-eleito parlamento bicameral da Tasmânia sentou-se pela primeira vez, estabelecendo a Tasmânia como uma colônia com governo autônomo do Império Britânico. A Tasmânia foi muitas vezes referida como uma das colônias "mais britânicas" do Império.